# Aurore Asso
 (février 2016).
Pour les articles homonymes, voir Asso (homonymie).
Aurore Asso, née le 27 février 1979 à Nice, est auteur, réalisatrice de documentaires et championne d'apnée française. 

## Biographie
En 2003, elle obtient un diplôme d'ingénieur agronome de l'ENSAT ; elle s'oriente vers la parfumerie. Elle fait un mémoire d'ingénieur chez Mane, sur une technologie de pointe, « la technique de l'espace de tête », nommée aussi Headspace.  
En 2008, elle quitte le métier de parfumeur et reprend des études de journalisme pour devenir réalisatrice de documentaires. Elle apprend à filmer sous l'eau avec un Canon 5D pro mark II lors du tournage d'un premier documentaire En quête de profondeur, l'apnée selon Guillaume Néry  (ActualProd 2009), puis sur le tournage du film Les plongeurs du Yucatan (Mano A Mano Production) qu'elle réalise pour France 5 en 2011 avec Arnaud Mansir. 
Ce film marque son engagement pour la protection des écosystèmes aquatiques en péril. Elle y raconte l'histoire d'un avocat mexicain, il quitte sa vie à Mexico pour devenir instructeur de plongée sous-marine, et ne défendre qu'une cause : les cénotes, l'un des plus beaux aquifères de la planète menacé de pollution et de destruction par le développement du tourisme sur la Rivera Maya[réf. nécessaire]. 
Elle pratique la plongée sous-marine, l'alpinisme, l'escalade et surtout la plongée en apnée. Elle a commencé l’apnée en Grèce, à l’âge de huit ans, en allant chercher au fond de l’eau des tessons d'amphores antiques, des coquilles d'Ormeau…
Elle est membre de l’équipe de France aux championnats du monde d’apnée AIDA d’Okinawa en 2010, de Kalamata en 2011 et 2013, de Nice en 2012. Elle a réalisé plusieurs records de France en profondeur, dont 76 mètres en poids constant, à Nice en 2012 ; elle devient vice-championne du monde AIDA par équipes et 72 mètres en immersion libre à Kalamata en 2013, et 82 mètres en poids constant à l'édition 2014 du Vertical Blue dans le Dean's Blue Hole aux Bahamas. Elle entreprend des projets de records du monde, pour la protection des milieux aquatiques en péril comme Un souffle pour les cénotes et Un souffle pour l'arctique.  
Son but est de montrer la beauté et la fragilité des milieux sous marins.
Le 18 décembre 2013, elle bat le record du monde d'apnée de la plus longue distance horizontale parcourue dans une grotte sous marine, détenu par Ai Futaki, avec une plongée de 120 mètres[réf. souhaitée]. Ce record lui  permet de réaliser un film, avec Cédric Balaguier, pour Thalassa sur France 3, Dans la nuit des cénotes (Mano A Mano 2013).
Le 29 avril 2015 et le 3 mai 2015, elle réalise deux records du monde d'apnée sous la banquise à Ikerasak au Groenland, 112 mètres, la plus longue distance horizontale en apnée sous la glace (record précédemment détenu par Şahika Ercümen) et 57 mètres, la plongée la plus profonde sous la glace.[réf. nécessaire]. Elle raconte cette expérience dans le documentaire Un souffle pour l'Arctique qu'elle réalise pour la chaîne de TV Trek, et au travers de conférences ; elle y explique pourquoi le réchauffement climatique est amplifié en arctique, et quelles modifications il apporte dans l'écosystème de la banquise.
Elle réalise actuellement[Quand ?] avec Axel Ramonet Abysses, une série de documentaires pour la chaîne Trek, à la découverte des fonds sous marins des Bahamas, de Bonaire et de la Basse Californie du Sud.
Aurore Asso donne des conférences et des séminaires sur la thématique du développement personnel et la force mentale.
En 2020, elle figure en 34e position sur la liste du Maire sortant, Christian Estrosi, pour les élections municipales de 2020 à Nice.

## Palmarès
- 2003 : Titulaire de l'équipe de France d'apnée à la coupe du monde Pacific AIDA à Hawaï
- 2003 : Vainqueur de la compétition internationale SONY FREEDIVER OPEN CLASSIC de Chypre
- 2004 : Deuxième par équipe lors de la compétition internationale BIOS FREEDIVING OPEN CLASSIC de Chypre
- 2005 : Deuxième française au championnat du monde individuel d'apnée à Nice
- 2007 : Sélectionnée dans l'équipe de France pour le quatrième championnat du monde d'apnée à Sharm El Sheik
- 2010 : - 72 mètres, record de France d'apnée en poids constant (descente à la seule force de la palme ), le 3 juillet 2010 aux championnats du monde d’apnée à Okinawa,
- - 70 mètres, en immersion libre, le 27 septembre 2010 Sharm El Sheikh
- 2011 : - 75 mètres, constant, le 22 septembre 2011 aux championnats du monde de Kalamata
- 2012 :   Vice championne du monde d'apnée par équipe aux championnats du monde de Nice
- - 76 mètres, record de France d'apnée en poids constant [6]
- 2013 : - 72 mètres, record de France en immersion libre le 21 septembre 2013 aux championnats du monde de Kalamata ; 
  - 120 mètres , record du monde Guinness de la plus longue distance horizontale nagée en apnée dans une grotte le 18 décembre 2013,
- 2014 :  - 82 mètres, record de France en poids constant à Long Island dans le Dean's Blue Hole des Bahamas durant la compétition internationale Vertical Blue 2014)
- 2015 : Double record du monde féminin Guinness : 112 m sous la glace en apnée dynamique (nage horizontale) et -57 m de profondeur en « poids constant » ) respectivement le 29 avril et le 3 mai 2015 à Ikerasak, sur la côte sud-ouest du Groenland et performances sous le contrôle d'un juge autrichien, Jakob Galbavy de l'AIDA (association pour le développement de l'apnée)
- 2016 : - 54 mètres, record de France de poids constant sans palme (brasse en profondeur). Le vendredi 9 septembre au Deep sea challenge, à Bonaire (Antilles néerlandaises)[7]

## Famille
Elle est la fille de Bernard Asso, qui a été adjoint au Maire de Nice, et vice-président du conseil général des Alpes-Maritimes.